# Sieghartskirchen
Sieghartskirchen är en ort och kommun  i Österrike. Den ligger i distriktet Tulln och förbundslandet Niederösterreich, 27 km nordväst om huvudstaden Wien.
Kommunen består av 25 orter (Ortschaften) (inom parentes invånarantal 1 januari 2024):

- Abstetten (213)
- Dietersdorf (309)
- Einsiedl (94)
- Elsbach (599)
- Flachberg (56)
- Gerersdorf (71)
- Gollarn (133)
- Henzing (190)
- Kogl (426)
- Kracking (21)
- Kreuth (199)
- Kronstein (21)
- Ollern (522)
- Penzing (42)
- Plankenberg (302)
- Ranzelsdorf (90)
- Rappoltenkirchen (472)
- Reichersberg (170)
- Ried am Riederberg (326)
- Riederberg (930)
- Röhrenbach (169)
- Sieghartskirchen (2 178)
- Wagendorf (60)
- Weinzierl (187)
- Öpping (87)